# ジェイソン・ボーン
ジェイソン・チャールス・ボーン（Jason Charles Bourne）、本名：デイヴィッド・ウェッブ（David Webb）は、ロバート・ラドラムの小説『暗殺者』、およびマット・デイモン主演の映画『ボーン・アイデンティティー』に登場する架空の人物。小説・映画ともにシリーズ化され、複数の作品に登場する主人公である。

## 概要
初出はロバート・ラドラムによって1980年に発表された小説『暗殺者』（原題：The Bourne Identity）。同じくジェイソン・ボーンを主人公とする作品には、1986年の『殺戮のオデッセイ』（原題：The Bourne Supremacy）と1989年の『最後の暗殺者』（原題：The Bourne Ultimatum）の2作品がある。ラドラムの没後にシリーズはエリック・ヴァン・ラストベーダーによって引き継がれ、第4作となる『ボーン・レガシー』が2004年に発表されて以来、2014年の第12作『The Bourne Ascendancy』まで計9作品が発表されている。
小説を元に映画化された「ボーンシリーズ」は、2002年に公開の『ボーン・アイデンティティー』を皮切りに、2004年の第2作『ボーン・スプレマシー』、2007年の第3作『ボーン・アルティメイタム』が製作された。映画版の「ボーンシリーズ」はシリーズが進むにつれて独自性の強いストーリーになっている。また、2012年公開の第4作『ボーン・レガシー』は、ラストベーダーによる小説と同題名であるものの、ジェレミー・レナー演じるアーロン・クロスを主人公とした映画オリジナルのまったく別のストーリーとなっており、同作にはジェイソン・ボーンは登場しない。

## 小説での経歴

### 背景
ジェイソン・ボーンの過去は謎に満ちており、それが生涯彼を苦しめることとなる。彼の本名はデイヴィッド・ウェッブ。米国国務省内の外交官のキャリアであり極東のスペシャリストであった。ボーン・アイデンティティー以前、ウェッブはDaoという名のタイ人の妻と子ども二人、JoshuaとAlyssaと共にカンボジアの首都、プノンペンに住んでいた。しかしベトナム戦争の最中、カンボジアに迷い込んだ飛行機が2発の爆弾を投下した上にメコン川付近を機銃掃射し、ウェッブの妻と子ども二人はそれらに巻き込まれて殺されてしまう。この件について、全ての国家は責任を負いたくないがために「その飛行機は自国のものではない」と口を揃えて否認した。全てを失ったウェッブは、ホーチミンに移りメデューサという名の特別極秘結社の訓練を受ける。この頃から、まわりの認識からウェッブという名前は消え、「デルタ・ワン」というユニット内の名前でしか知られていない。

#### メデューサ
政府の出資する極秘機関のメデューサはウェッブの人生において大きな意味を持つことになる。妻と子どもが死亡した後まだベトナム戦争が続く中、彼の友人でありCIA職員のアレキサンダー・コンクリンにメデューサへ誘われた。その時、ウェッブは激しい怒りを覚えており、どのような手段を使ってでも復讐したかった。メデューサに参加することで彼の家族を殺した北ベトナムに復讐する手段を見つけられると考えていた。
ところで、メデューサが極秘機関であった理由というのは、そのメンバーの多くがアメリカ政府が雇った犯罪者だったことにある。その目的は、北ベトナム軍に潜入し、ベトコンの幹部を殺すこと、そしてベトコンと深いかかわりがあり捕虜の脱獄の支援に加担していたとされる村長を殺すことにあった。彼らは「暗殺集団」として知られており、実際彼らは殺しを成功させることでアメリカ政府から自身の罪の刑罰の軽減をされていた。
ほとんどのメンバーは殺人・逃亡・密輸・武器商人・麻薬所有などの前科があり、彼らは「デルタ」と呼ばれる男によって統率されていた。彼は無情で残酷な人物として知られ、命令にあまり忠誠心を示さなかったものの、全ての任務において成功を収めた。しかし、「デルタ」がウェッブであるという事実はあまりにも多くの人に知られていた。「デルタ」をおびき出すため、彼の兄でありホーチミンに駐留している米陸軍中尉のゴードン・ウェッブが誘拐された。
メデューサのメンバーの一人に、ジェイソン・チャールス・ボーンという男がいた。ゴードン・ウェッブを救出する作戦の中、彼が二重スパイであったことが発覚する。ボーンは人身売買、麻薬取引、密輸、暗殺などの違法行為に関与していた。このことを知った「デルタ」は、1968年3月25日ボーンが救出作戦で危害にさらされている最中に処刑してしまう。アメリカ政府はメデューサの存在やメンバーを知られるわけにはいかないため、ボーンの死亡は報告せず、MIA（作戦の最中に行方不明になったこと）として処理した。

#### トレッドストーン作戦
数年後、CIAは闇の武装組織「トレッドストーン 71」（Treadstone Seventy-One）を結成。これはニューヨークの71番ストリートにある建物の名前からとったもの。ウェッブはこの組織に、デイヴィッド・アボット（メデューサ及びトレッドストーンの創設者）から誘いを受ける。この時点でウェッブ（デルタ）は『ジェイソン・ボーン』という身分をMIAという立場、及び実際ボーンが残忍な人物であったことを利用して使用している。これら全ての目的とはジェイソン・ボーンという人物を彼そのものよりも大きく見せること：世界で名の通った人物から暗殺を請け負い、誰でも殺してしまうことにあった。暗殺者の暗号はケイン（Cain）。このような間違った考えを実行に移した理由とは、カルロス（Carlos the Jackal、本名 Ilich Ramírez Sánchez）という世界一敏腕そして有名な暗殺者のライバルを作ることにあった。
Cainという名は、ボーン自身の使命になぞらえてつけられた。ベトナム戦争の際、CainはNATOフォネティックコードのCharlieの代わりに使われていた（Charlieはベトコンを意味していたため）。そのため、ボーンはCainと名づけられた。スペイン語ではCharlieはCarlosである：カルロスはベネズエラ人。Cainを有名にする方法とは、アジアで起こった全ての有名な殺人についてボーンの犯罪にすること、そしてそれは状況を省みずにヨーロッパにまでも及んだ。こうすることでカルロスをCainの元におびき出して殺せると考えていた。さらにカルロスの名を汚すために、Cainが全く関係していないことであってもカルロスの犯罪にCainの関与をにおわせる細工をした。
その後、Cainはカルロスがリーランド大佐を暗殺しようとしていることを知り、武装しているリーランド大佐の元へ忍び込む。しかし不運なことにCainは頭1発を含む数発の銃弾を浴び、地中海沖に瀕死の状態のまま放り出されてしまう。後に漁船に救出されるも、おそらく頭部に受けた銃弾の影響であろう、目覚めたときには過去の記憶を喪失してしまっていた。

### ロバート・ラドラムの小説

#### 暗殺者
物語を通してボーンは彼の過去と自分が何者なのかを知るために戦い、同時にCIAとカルロスの手下に追われることになる。小説の中で、ボーンはホテルから脱出するために若い女性を人質に取る。この女性の名はマリー・St.・ジャックス（Marie St. Jacques）、カナダ政府の職員。ボーンとマリーはジェイソン・ボーンという暗殺請負人について一緒に調べる。マリーは、ジェイソン・ボーンとして知っている男が、調査からわかった残忍な殺人者とは考えにくいと思うようになる。物語を通じて、ボーンの頭の中で"Cain is for Charlie, and Delta is for Cain"（CainはCharlieを示し、DeltaはCainを示す）というフレーズが繰り返し流れ、彼らを目的へ近づけることになる。
『暗殺者』と『殺戮のオデッセイ』の間、ボーンとマリーは結婚し、米国メイン州にガード付きではあるものの定住。ボーンは地元大学でアジアについて教える助教授になろうと努力する。

#### 殺戮のオデッセイ
『殺戮のオデッセイ』が始まると、マリーはアメリカ政府に囚われている。アメリカ政府は現在のボーンを以前の伝説のようなボーンに戻したかった。実際にマリーを捕らえたのはアメリカ政府であるのに、彼らは架空の中国の麻薬商人のせいにした。この企みはボーンを偽物のボーンの後に中国に送り込むことで実行に移された。ボーンが暗殺を実行すれば最悪の場合香港の統治権をめぐる紛争を起こす引き金になると極東諸国は考えていた。

#### 最後の暗殺者
カルロスは歳をとり、悪名高さにも陰りが出始めてきた頃、彼は死ぬ前に2つのことをすると決める：一つ目はジェイソン・ボーンを殺すこと。ウェッブの家族は、ボーンが友人でありCIA職員のアレキサンダー・コンクリンと共にカルロスを殺そうとしている関係でカリブ海に身を潜めることを強いられていた。ボーンはメデューサ作戦の幹部のように振舞っていた。それは、メデューサ作戦というものが今や経済界において絶対的な影響力を持っており、アメリカ国防総省の実権を握っているNATOの将校やニューヨーク証券取引所に上場している巨大な企業にまでもその力を持っていた。ボーンたちの作戦とは、メデューサを通じてカルロスとコンタクトをとることだった。カルロスの二つ目にやるべきこととは、ノヴゴロドにあるKGBの施設を破壊することだった。カルロスはここで訓練を受けており、彼の本性などのデータがまだ残ったままだったのである。ボーンはコンクリンの助けを受けカルロスの現在地を割り出し、ちょうどKGBの施設を破壊し始めたカルロスと対峙する。最終的に、ボーンはカルロスを倒し、カリブ海の家族のもとへ帰る。

### エリック・ヴァン・ラストベーダーの小説

#### ボーン・レガシー
ジェイソン・ボーンはジョージタウンの大学で再びデヴィッド・ウェブと名乗り、言語学の教授として暮らしていた。しかしながらこの静穏は長く続かず、暗殺者のカンの狙撃により沈黙が破られることとなった。

## テレビ映画
1988年、2部作のテレビ映画『スナイパー/狙撃者』が作られ、ABCで放送された。リチャード・チェンバレンがボーン、ジャクリン・スミスがマリーを演じた。テレビ映画版はロバート・ラドラムの小説のあらすじとジェイソン・ボーンのキャラクターに忠実に描かれた。

## 映画版での経歴

### 背景
映画版の設定では、本名がデイヴィッド・ウェッブであること以外は大きく異なっている。1970年9月13日にミズーリ州、ニクサにて生まれ、CIAに関わる前はデルタフォースの大尉であった。ボーンはCIAが考案したトレッドストーン計画に、父のテロによる死をきっかけに自ら志願していることが判明しているが詳細な理由は語られていない。
デルタフォースを経て工作員になった経緯もあって、戦闘技術や身体能力は一流の域に達しているが、記憶を無くして以降は殺人に対する拒絶心を持つようになり、劇中での戦闘時には相手の命を奪わず無力化させることを第一にしている。このため、銃器の類はよほどの危機的状況でなければ使おうとせず、警官との戦闘時に奪った拳銃を戦闘終了直後にゴミ箱に捨てる場面もあった。また、『アルティメイタム』終盤では自分を狙っていた工作員を殺せる状態にありながら、殺さず見逃している。しかし、必要とあらば殺人もいとわない一面を持つ。また、語学に通じており、英語の他にもフランス語、ドイツ語、ロシア語、スペイン語に堪能である。

#### トレッドストーン計画
映画版のトレッドストーン計画とは、CIAが発案した工作員育成計画である。その実情は議会には知らされておらず、拷問などを利用して長期の洗脳、人格改造を行うことで暗殺要員を育成するというもので、デイヴィッド・ウェッブ改めボーンはその成功者の第一号である。『アルティメイタム』の終盤では回想シーンとして、長時間無睡眠状態にさせられたボーンが、拘束されている男を命令に従って拳銃で撃ち殺し、これをもってこれまでのウェッブとはもはや別人の工作員になったと認められる場面がある。ジェイソン・ボーンという名前はウェッブに与えられた偽名の一つであり、それ以外にも作戦に応じて多数の偽名を持っている。ボーン以外にも複数の人間が同計画に参加している。計画実行にあたっての研究施設はニューヨークの東71丁目415番地に存在。計画の立案者はボーンの父であるリチャード・ウェッブ、総責任者はCIA作戦部長ウォード・アボット。研究施設はアルバート・ハーシュ博士が総指揮を取り、訓練監督官としてCIA局員のニール・ダニエルズが駐在していた。実働作戦の現場指揮は同じくCIAのデッド・コンクリンが行った。参加者は事前に分析官、調査官より調査や監視を受け、適性を判断される。ボーンは洗脳工程が終了したテストとして、ロシア議会議員であるウラジミール・ネスキー暗殺作戦を指示され、罪をネスキーの妻に着せる形で両名を殺害して作戦を成功させたが。実はロシアの石油王であるユーリ・グレツコフと癒着していたアボットが私利私欲のためコンクリンに命じて行った作戦であり、記録に残っておらず、後にトレッドストーン計画の後方支援要員としてボーンらのバックアップに当たっていたCIA局員のニッキー・パーソンズも知らなかった。
その後、ボーンはフランス、パリを拠点に活動。各国の要人や将校を32人暗殺した。パリに滞在中のアフリカ某国の元独裁者であるニクワナ・ウォンボーシの暗殺作戦に実働要員として参加。ウォンボーシのクルーザーに目をつけたボーンはジョン・マイケル・ケインという偽名を用い、船舶業者に成りすまして情報収集を行い、クルーザーに潜入して航海中にウォンボーシを襲撃するが、その場にウォンボーシの子供らが居合わせた為に殺害を躊躇。結果、暗殺に失敗し、ウォンボーシの護衛に銃撃を受けて負傷。海上に身を投げ逃走するが、負傷が原因で重度の記憶喪失に陥る。

### ボーン・アイデンティティー
海上で漁師に救助されたボーンはウォンボシ暗殺の件や自身の身分はおろか、自身の氏名すら忘れており、治療の際に取り出された体内に埋め込まれていたマイクロカプセルの情報からスイス、チューリッヒの銀行に向かう。銀行の金庫に預けられていたのは拳銃、大金、カラーコンタクト、多数のパスポート、身分証明書などであった。入手したパスポートなどの身分証を手掛かりに記憶を失った自分が何者であるのかを探るべく、パリに向かう。一方、ボーンが作戦に失敗し、逃走したと考えていた現場指揮官のデッド・コンクリンは事態収拾のためにトレッドストーンの工作員を派遣、ボーンが失敗したウォンボシの暗殺を改めて遂行すると共に現地警察の協力を得てボーンを追う。ボーンは偶然知り合ったマリー・クルーツという女性の協力の元、追跡チームの襲撃をかわしながら手掛かりを追ってスイス、フランスとヨーロッパ各地を転々とし、情報を集めるうちに自身がウォンボシ暗殺に関わっていることを察する。コンクリンに接触するが、コンクリンはボーンを「自分が手塩にかけて鍛えたお前は、子供の前で人一人殺せない役立たず」と罵倒する。記憶を失ったことで殺人への嫌悪感が芽生えていたボーンは自分をこれ以上追跡しないように恫喝し、各地を巡る道中で愛し合うようになったマリーと共に姿をくらませる。トレッドストーン計画の総責任者であるウォード・アボットは事態の収拾が不可能になったと判断し、指揮官であるコンクリンを抹殺することで収束を図る。結果、コンクリンは工作員によって暗殺され、トレッドストーン計画は成果を挙げられなかったとの名目で終了した。

### ボーン・スプレマシー
コンクリンが抹殺され、トレッドストーン計画が終了して2年後。記憶が戻らないことに苦しみながらもマリーと共にインドで人目を避けて生活していたボーンの元に謎の刺客が現れ、マリーが命を落としてしまう。これはトレッド・ストーン計画の元総責任者であるウォード・アボットによる策略であり、ネスキー暗殺の一件がCIA局員のパメラ・ランディが指揮する内務調査で露呈しかけたため、癒着していた石油王、ユーリ・グレツコフと協力し、ランディの部下をグレツコフの刺客に襲撃させて関連資料を強奪、抹消した上でボーンの犯行に見せかけ、さらにボーンを秘密裏に殺害して罪を着せることで自身らの地位を守ろうとしていた。刺客のキリルはグレツコフが派遣したものでマリーはそれに巻き込まれて犠牲になってしまったのだった。アボットの策略やトレッドストーン計画が終了した等、CIA内部の経緯を知らないボーンはマリーを殺した刺客を自分の追跡を続けていたトレッドストーン計画に関わるCIAの工作員であると誤解し、報復のためにイタリアで陽動工作を行って情報収集を開始する。ベルリンでのかつてのトレッドストーンの被験者との接触やCIAのベルリン支部などを巡る内に、ランディやトレッドストーンの後方支援要員であったニッキー・パーソンズらを見つけたボーンは、事の顛末を知るうちにネスキー暗殺の一件の記憶を取り戻していく。アボットらの癒着の証拠を握ったボーンはアボットと接触し、「地球の反対側で静かに暮らしていた俺たちを、なぜ放ってくれない？」と問いかけ、「お前の血なまぐさい過去は、決して消えないんだ」と厳しい答えを返されるが、もはや自分の破滅が避けられないと悟ったアボットはボーンが去った後、やって来たランディの目の前で自決する。そしてロシアへと乗り込んだボーンは、モスクワ郊外にてグレツコフの意を受け待ち構えていた刺客キリルから銃撃を受け負傷しながらも、異常に気付いた現地警察も巻き込んだ激しいカーチェイスの末にマリーを殺したキリルに報復を果たすと、ネスキー夫妻の遺児である娘の元へ謝罪に赴き、姿を消す。

### ボーン・アルティメイタム
ボーンがモスクワにてネスキー夫妻の遺児と接触してから6週間後、ボーンはマリーの弟に会い、マリーの死の顛末を話し、黒幕を明らかにすると伝える。ボーンは新聞にトレッドストーンやボーン自身、マリーの死などに関わる事柄を記事にしていたイギリスの記者、サイモン・ロスとイギリス、ウォータールー駅にて接触しようとする。ロスはCIAの極秘作戦についての記事を特集として扱っており、スペイン、マドリードのCIA支局長となっていたニール・ダニエルズより『ブラックブライアー』計画というトレッドストーン計画の後継についての情報を手に入れていた。ブラックブライアー計画の情報漏えいを察知したCIAはノア・ヴォーゼン作戦部長の指揮の元、ロスを追跡していた。それに気づいたボーンはロスを逃がそうとするがボーンの姿を監視カメラで確認したヴォーゼンの指示でロスは狙撃され、命を落とす。ボーンはロスの遺品からダニエルズに関する手掛かりを見つけ、マドリードのCIA支局に赴く。既にダニエルズは姿を消していたが、ダニエルズと共に写真に写っていたアルバート・ハーシュ博士の記憶を思い出し、更にマドリード支局に転属になっていたニッキー・パーソンズと出会う。ボーンはパーソンズの協力を受け、自身の正体の手掛かりであるダニエルズを追う。一方のヴォーゼンはパメラ・ランディの協力で情報漏えいの元がダニエルズであると察し、ボーンとダニエルズが結託しての情報漏えいを恐れ、両者の抹殺を決め、モロッコ、タンジールに逃走していたダニエルズを工作員によって殺害。ダニエルズと接触しようとパーソンズと共にタンジールにやってきていたボーンはダニエルズを殺害した工作員と激しい格闘の末に殺害、ダニエルズの遺品からアメリカ、ニューヨークのCIA関連施設の情報を入手するとアメリカへ向かう。待ち構えていたヴォーゼンとその部下達を逆に手玉に取る巧みな陽動工作でブラックブライアー計画の内部資料を入手したボーンは、追撃をかわしながらトレッドストーン計画発祥の地であるNY研究施設に赴き、極論（即抹殺）に走り過ぎるヴォーゼンへの不信感が頂点に達していたランディにブラックブライアー計画の内部資料を渡すと研究施設の内部に潜入する。そこでアルバート・ハーシュ博士より自身がトレッドストーン計画に関わった事の顛末を知り、記憶を取り戻したボーンは追跡部隊を振り切り、施設の屋上より川に逃走し姿を消した。

#### ブラックブライアー計画
元々はウォード・アボットが発案したトレッドストーン計画の後続として行われ始めたCIAの重要人物の監視作戦であったが、計画が進むにつれてあらゆる諜報、工作、尋問、暗殺など非合法作戦を内包する計画に変貌した。危険分子と目されるならば他国の要人、民間人のみならず、アメリカ自国民も暗殺対象とする。また、それらの作戦実行にあたって大統領をはじめとする行政、司法へのいかなる事前申請も報告も行わず、CIAの作戦本部で立案から実行まですべてが完結するようになっている。作戦の最高責任者はクレイマーCIA長官。作戦指揮官はCIA作戦部長のノア・ヴォーゼン。アルバート・ハーシュ博士も中心人物である。ボーンによって内部資料が盗まれ、それを義憤にかられたランディの手に渡ったことで外部に計画の全容が流失した結果、ヴォーゼン、ハーシュの両名が逮捕され、クレイマーが刑事告訴を受けて失脚したことで計画は終了した。

## ジェイソン・ボーン・シリーズ（小説）
ロバート・ラドラム著
- 1980年 - The Bourne Identity／邦題「暗殺者」
- 1986年 - The Bourne Supremacy／邦題「殺戮のオデッセイ」
- 1989年 - The Bourne Ultimatum／邦題「最後の暗殺者」

エリック・ヴァン・ラストベーダー著
- 2004年 - The Bourne Legacy／邦題「ボーン・レガシー」
- 2007年 - The Bourne Betrayal／邦題「ボーン・ビトレイヤル」
- 2008年 - The Bourne Sanction／邦題「ボーン・サンクション」
- 2009年 - The Bourne Deception
- 2010年 - The Bourne Objective
- 2011年 - The Bourne Dominion
- 2012年 - The Bourne Imperative
- 2013年 - The Bourne Retribution
- 2014年 - The Bourne Ascendancy
- 2016年 - The Bourne Enigma
- 2017年 - The Bourne Initiative
- 2018年 - The Bourne Nemesis

邦訳一覧
1. 著：ロバート・ラドラム、訳：山本光伸『暗殺者』（上・下）、新潮社〈新潮文庫〉、1983年刊行。
2. 著：ロバート・ラドラム、訳：篠原慎『殺戮のオデッセイ』（上・中・下）、角川書店〈角川文庫〉、1986年 - 1987年刊行。
3. 著：ロバート・ラドラム、訳：篠原慎『最後の暗殺者』（上・中・下）、角川書店〈角川文庫〉、1990年 - 1991年刊行。
4. 著：エリック・ヴァン・ラストベーダー、訳：三角和代『ボーン・レガシー』（上・中・下）、ゴマブックス〈ゴマ文庫〉、2008年刊行。
5. 著：エリック・ヴァン・ラストベーダー、訳：崎浜祐子、待兼音二郎、三角和代『ボーン・ビトレイヤル』（上・中・下）、ゴマブックス〈ゴマ文庫〉、2009年刊行。
6. 著：エリック・ヴァン・ラストベーダー、訳：崎浜祐子、待兼音二郎、三角和代『ボーン・サンクション』（上・中・下）、ゴマブックス〈ゴマ文庫〉、2009年刊行。